# Андре Кронье
Андре Кронье (англ. Andre Cronje) — независимый блокчейн-разработчик DeFi и основатель Yearn.finance.

## Биография
Родился в столице ЮАР, Кейптауне. Мужчина скрывает данные о своем возрасте и детстве. Наиболее ранние факты его биографии берут свое начало в 2001 году, когда юноша поступил в Стелленбосский университет (Universiteit Stellenbosch). До 2003 года Андре изучал право, однако вскоре решил сменить род деятельности, сделав выбор в пользу компьютерных наук. Молодой человек проявил безупречные способности к изучению информационных технологий. В 2005 году всего за 5 месяцев он освоил 3-летнюю магистерскую программу курса в частном вузе Южно-Африканской Республики  — Институте компьютерного обучения (CTI). До конца 2006 года молодой специалист работал там преподавателем компьютерных наук, права и графического дизайна. После он ушел в технический отдел компании мобильной связи в Юго-Западной Африке “Vodacom”, где занимался мобильной безопасностью до августа 2012 г. Годом позже Андре переходит в техотдел компании “Shoprite”, где работал до 2013 года. В 2015 он занял пост главы айти подразделения Freedom Life. Также известно, что в 2017 году он начал работать DeFi-архитектором в компании “Fantom Foundation”, базирующейся в Сеуле (Южная Корея). Позже Андре назначили председателем Технологического совета Fantom Foundation.
Около двух лет он анализировал данные и изучал рынок, пока однажды его не пригласили на должность консультанта по протоколу блокчейна в BitDiem. Спустя год Кронье пишет и снимает обзоры в одном из тематических новостных порталов “CryptoBriefing” для кода различных ICO.

## Yearn.finance
Наблюдая за успехом и впечатляющей прибылью от стейблкоинов, которые были вложены в криптосети, он начинает инвестировать в такие платформы. После этого Андре и вовсе начал планирование создания собственного приложения, в котором бы можно было организовать свое портфолио. Так в 2020 году рождается “Yearn.finance” — платформа для пассивного заработка держателей криптовалют. Известно, что на ее запуск потребовалось минимум $42 тысячи, не включая затраты на хостинг и аудит. Чтобы найти на проект деньги, Кронье взял ссуду на собственный дом. Более того, основатель сам кодировал протокол на блокчейне Ethereum. Платформа не сразу, но достаточно быстро после открытия стала успешной благодаря отсутствию финансовых посредников. Подающим большие надежды проектом заинтересовались криптовалютные компании “Aave” и “Curve Finance”.
Глобальное влияние на судьбу “Yearn.finance” оказала новость о выпуске собственного токена Yearn Finance (YFI). Сначала было выпущено 30 тысяч монет, распределенных среди поставщиков ликвидности. При этом ни одного токена не зарезервировали для разработчиков, что совсем нехарактерно для рынка криптовалют. YFI добавили на Uniswap, после чего он вырос на 35 000% всего за неделю, когда начались торги в Balancer с $3 за токен.
Сейчас YFI занимает 71 место рейтинга “CoinMarketСap” и стоит около $32 тысяч. В мае токен даже обогнал Биткойн, тогда его стоимость составляла $82 тысячи.
После довольно быстрого взлёта первого проекта Андре Кронье занялся разработкой следующего — игровой платформы с криптовалютами “Eminence”. Еще до ее запуска пользователи вложили в контракт $15 миллионов, которые вскоре похитили хакеры, воспользовавшись несовершенностью кода. В ответ на инцидент инвесторы угрожали основателю Eminence судом и требовали вернуть свои деньги. По последним данным, пользователям до сих пор не возместили убытки, а сам проект так и не был официально запущен .

## Keep3r Network
Спустя еще 3 месяца, в октябре 2020 года, Кронье вновь выпускает очередной проект. На этот раз он создал децентрализованную площадку для фрилансеров “Keep3r Network”. Стартовая цена токена составляла $10, однако всего за пару часов актив поднялся на 2000%. На данный момент цена токена равна $135, а площадка активно развивается.
Но и на этом Андре не остановился, — в ноябре он анонсировал открытие новой платформы, предназначенной для объединения фьючерсов, свопов, опционов и займов для DeFi в одном месте. После новости о работе над Deriswap, хакеры создали фальшивый токен DWAP и успели похитить деньги некоторых доверчивых инвесторов. После этого разработка платформы остановилась.
Сейчас Конье продолжает работу над Keep3r и Yearn.finance.

## Личная жизнь
Личная жизнь блокчейн-разработчика остается загадкой. Несмотря на активное присутствие в социальных сетях, он тщательно скрывает личности своих родных.

### В социальных сетях
Twitter
LinkedIn
Medium
1. ↑  Elen Bo. Что за личность Андре Кронье? (рус.). Go Crypto Team (20 января 2023). Дата обращения: 7 февраля 2023. Архивировано 7 февраля 2023 года.